# Merel Freriks
Merel Freriks (ur. 6 stycznia 1998 r. w Hoofddorpie) – holenderska piłkarka ręczna, reprezentantka kraju, zawodniczka niemieckiego klubu HSG Bensheim/Auerbach, występująca na pozycji obrotowej.

## Sukcesy reprezentacyjne
- Mistrzostwa Europy:
  -  2018